# Leioscyta cornutula
Leioscyta cornutula är en insektsart som beskrevs av Carl Stål. Leioscyta cornutula ingår i släktet Leioscyta och familjen hornstritar. Inga underarter finns listade i Catalogue of Life.